# Гней Азиний Марруцин
Гней Ази́ний Марруци́н (лат. Gnaeus Asinius Marrucinus; умер после 34 года до н. э.) — римский политический деятель из плебейского рода Азиниев, проконсул Азии в 34 году до н. э.

## Биография
Отцом Гнея Азиния Марруцина был Гней Азиний, а братом — консул 40 года до н. э. Гай Азиний Поллион.
Возможно, в 39 году до н. э. входил в сенат.
В 34 году до н. э. занимал должность проконсула Азии.
Больше о нём ничего неизвестно.
Гаспаров пишет о его прозвании: Род Азиниев происходил из апеннинской области, где жило племя марруцинов, отсюда прозвище адресата".

### В поэзии
Азиний Марруцин — приятель поэта Катулла, который в шутку упрекает его за кражу платков на пиру.
Ты рукой, Марруцин Азиний, левой

За игрой и вином нечисто шутишь:

Под шумок у зевак платки таскаешь.

Это что ж? Остроумие? Нет, дурень,

Ничего нет глупей и некрасивей.

Мне не веришь? Спроси хоть Поллиона,

Брата, он и талант отсыпать рад бы,

Чтоб проделки покрыть твои, мальчишка

Знает толк в развлеченьях и остротах.

Значит, гендекасиллаб колких триста

Получай иль верни платок сетабский.

Нет, не сам по себе платок мне дорог —

Мнемосины он дар и дружбы доброй.

Он Веранием и Фабуллом прислан

Из Иберии дальней мне на память.

Я подарок друзей любить обязан,

Как Веранчика милого с Фабуллом.